# Jet (Wings-Lied)
Jet ist ein Lied der britischen Musikgruppe Wings, das 1974 als A-Seite der gleichnamigen Single veröffentlicht wurde. Es war die siebte Single der Wings, in Deutschland die achte. Komponiert wurde es von Paul McCartney und Linda McCartney.

## Hintergrund
McCartney plante, das neue Album außerhalb Großbritanniens aufzunehmen und hatte sich für ein EMI-Aufnahmestudio in Lagos, Nigeria entschieden. Rund eine Woche vor dem Abflug nach Lagos eskalierte die schlechte Stimmung im Aufnahmestudio und Henry McCullough stieg aus der Band aus. Denny Seiwell gab seinen Ausstieg aus der Band am Tag des geplanten Abflugs nach Lagos am 9. August 1973 bekannt. Nur noch zu dritt, nahm das verbliebene Trio acht Lieder in Nigeria auf, nicht aber Jet und Bluebird, die dann anschließend in den AIR Studios in London eingespielt wurden.

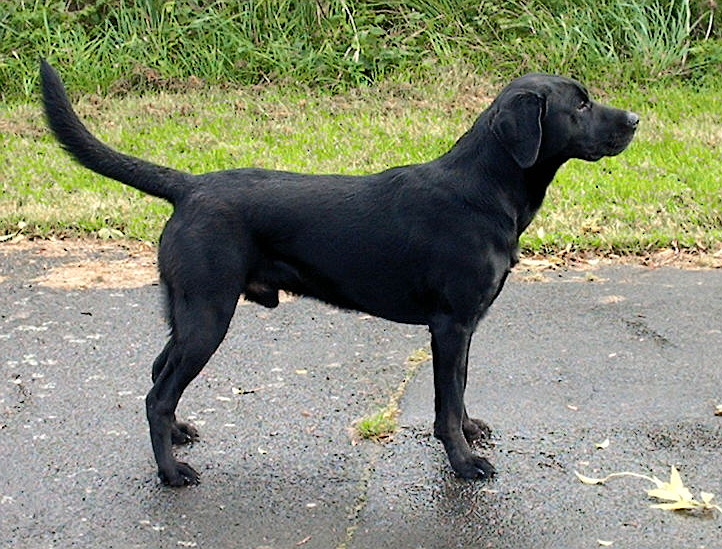
Labrador mit schwarzem Fell

Jet wurde die erste internationale Singleauskopplung aus dem Album Band on the Run, und es wurde – wie Martha My Dear von den Beatles – nach einem der Haustiere von Paul McCartney benannt. McCartney änderte aber im Laufe der Jahre seine Aussage zum Namensursprung. Paul McCartney erzählte in früheren Jahren, dass die Familie eine Hündin hatte, die von einem Labrador schwanger wurde: „Eines Tages kam sie schwanger zurück. Sie ging in die Garage und hatte diesen Wurf ... Sieben kleine schwarze Welpen, perfekte kleine schwarze Labradore. Jet war also einer der Welpen.“

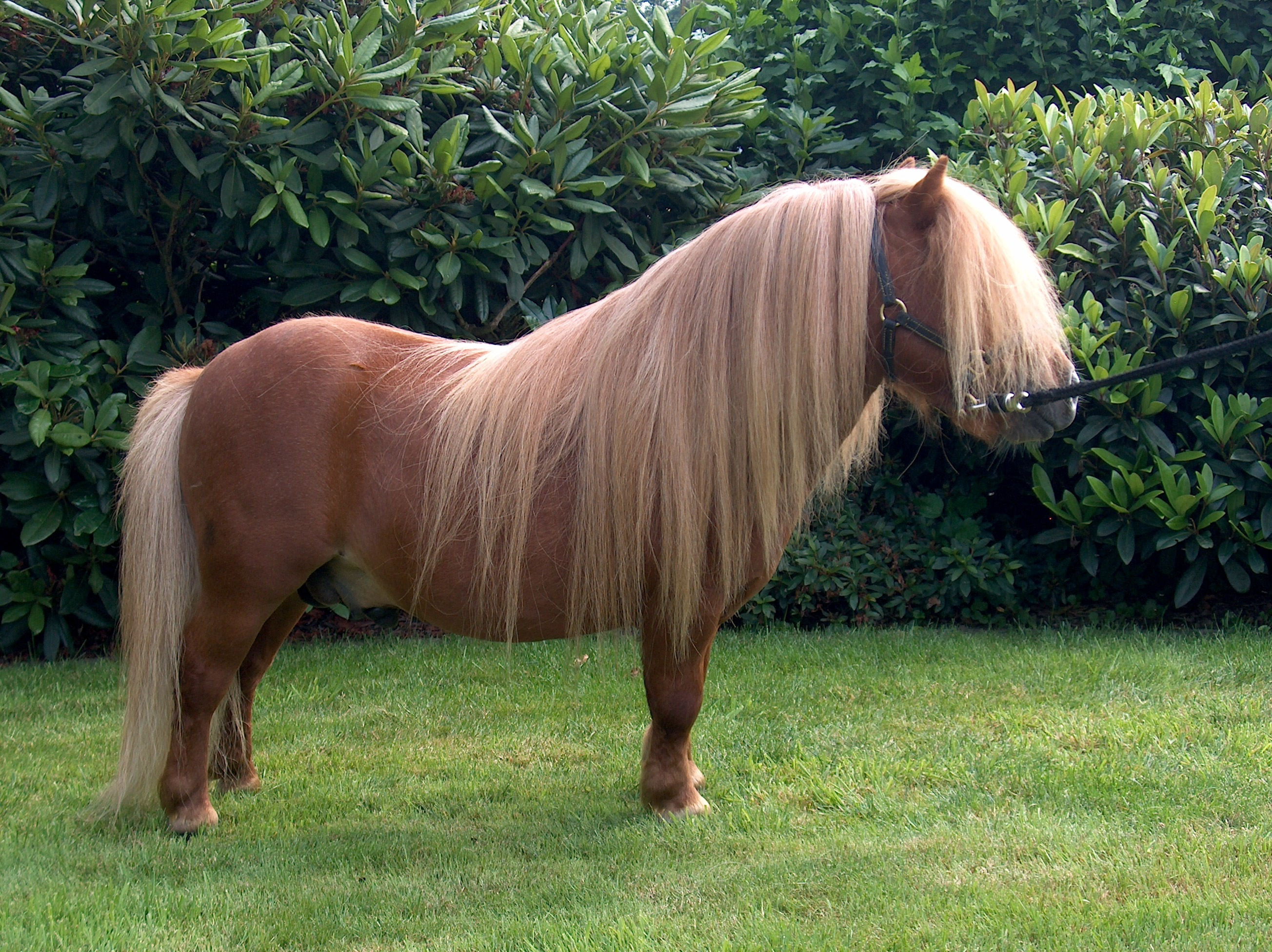
Shetlandpony, Jet war jedoch dunkelbraun

Im Jahr 2021 behauptete McCartney zum Zeitpunkt der Veröffentlichung von The Lyrics: 1956 To The Present, dass Jet kein Hund, sondern ein Pony sei, das die McCartneys für ihre Kinder Mary (* 1969) und Stella (* 1971) in den 1970er Jahren auf ihrer Farm in Schottland hielten.
Paul McCartney schreibt dazu: „‚Jet‘ war der Name eines Ponys, eines kleinen Shetlandponys, das wir für die Kinder auf der Farm hatten. […]. Ich weiß noch genau, wie der Song entstanden ist. Wir waren in Schottland. Ich hatte meine Gitarre … Überraschung, Überraschung! Da war eine Anhöhe mit einer Festung oben drauf, einer alten keltischen Burg. […] Ich hatte Linda gesagt, dass ich eine Weile weg bin, und als ich da an einem wunderschönen Sommertag lag, ließ ich meine Gedanken schweifen. Einige der Bilder beziehen sich auf Lindas Beziehung zu ihrem Vater. Er war ein cooler Typ – sehr versiert –, aber für meinen Geschmack ein bisschen zu patriarchalisch. Ich habe mich gut mit ihm verstanden, aber er war sehr streng. Der ‘sergeant major’ kommt teilweise daher, geht aber auch auf Gilbert and Sullivan zurück, […]. Auf jeden Fall habe ich mir das alles ausgedacht, auf der Gitarre gespielt und bin dann wieder zur Farm zurück. Dort habe ich es Linda vorgespielt, sie gefragt, wie sie es findet, und es hat ihr gefallen! Das war’s, was nach einem Nachmittag oben auf dem Hügel herausgekommen war. […].“
Hingegen war der Verweis in Jet auf die Lady Suffragette ein Motiv, das McCartney ansprach, ohne eine größere Bedeutung zu haben, er fand, dass es lustig klang und daher mochte er es.
In einem Interview im Januar 2021 sagte Paul McCartney, dass der Text von Jet, wenn man ihn aufschlüsseln würde von einem Pony, von Eheproblemen und einer Mutter (gesungen wurde Mater: lateinisches Wort für Mutter) handeln würde. Es sei aber ein verrücktes kleines Lied und jeder könne sich seine eigene Meinung über die Bedeutung bilden.
Der Refrain von Jet taucht später auf dem Album Band On The Run wieder auf, bei der instrumentalen Passage des Liedes Picasso's Last Words (Drink To Me).
Die Single Jet erreichte Platz sieben in Großbritannien, Platz sechs in Deutschland und in den USA Platz sieben in den jeweiligen Charts. Somit war es die siebte Top-Ten-Single in den USA und der sechste in Großbritannien für Paul McCartney. In Deutschland war Jet der zweite Top-Ten-Single Erfolg für McCartney.
Das mit dem markanten Ruf „Jet“ beginnende Lied gehörte bei den Wings und dann bei Paul McCartneys Liveauftritten zum Standardrepertoire.

## Aufnahme
Jet wurde von den Wings im Oktober 1973 in den AIR Studios in London mit Paul McCartney als Produzenten aufgenommen. Geoff Emerick war der Toningenieur der Aufnahmen.
Die Abmischung erfolgte Ende Oktober/Anfang November 1973 In den Kingsway Studios in London. Bei der Aufnahme war Howie Casey am Saxofon zu hören. Casey war früher Mitglied von Derry and The Seniors, einer Liverpooler Gruppe, die wie die Beatles in den im Cavern Club spielten.
Besetzung:
- Paul McCartney: Gesang, Bassgitarre, Schlagzeug, E-Gitarre
- Linda McCartney: Keyboard, Hintergrundgesang
- Denny Laine: E-Gitarre, Hintergrundgesang
- Howie Casey: Saxofon
- Tony Visconti: Orchestrierung
- Beaux Arts Orchestra: Streicher

## Coverversionen
Es gibt über 40 Coverversionen von Jet. Es hat unter anderen The London Symphony Orchestra und die Black Dyke Mills Band das Lied interpretiert.

## Veröffentlichung
- Das Album Band on the Run wurde am 5. Dezember 1973 in den USA und am 7. Dezember in Großbritannien veröffentlicht, das Album enthält Jet.
- In den USA erschien am 28. Januar 1974 die Single Jet / Mamunia (Katalognummer: 1871 von Apple Records), die B-Seite wurde am 18. Februar 1974 durch das Lied Let Me Roll It  ersetzt. Am 15. Februar 1974 wurde in Großbritannien und Deutschland ebenfalls die Single Jet / Let Me Roll It veröffentlicht.[6] Die Promotionsingle wurde in den USA wie folgt veröffentlicht: auf der A-Seite befindet sich die gekürzte Monoversion und auf der B-Seite die Stereoversion der A-Seite der Kaufsingle.[7] Auf Vorschlag von Al Corey, dem Promotion-Manager von Capitol Records, wurde Jet als Single ausgekoppelt, ursprünglich wollte Paul McCartney keine Singles aus dem Album veröffentlichen. McCartney sagte 1973 dazu: „Die Firmen hier und in Amerika, weltweit, hätten gerne eine Single auf dem Album. Es macht mehr Sinn, was das Merchandising angeht. Aber manchmal muss ich mich einfach daran erinnern, dass dies kein Plattenladen ist, den ich betreibe. Das soll eine Art Kunst sein. Und wenn es nicht passt, passt es nicht rein.“
- Im Dezember 1980 wurde bei Columbia Records in den USA folgende Single wiederveröffentlicht: Uncle Albert/Admiral Halsey / Jet[8]
- Im März 1999 wurde die CD, von Greg Calbi und Geoff Emerick erneut in den Sterling Sound Studios remastert, unter dem Titel Band on the Run: 25th Anniversary Edition. Es enthält zusätzlich folgende Versionen von Jet: Jet (Original from Picasso’s Last Words) / Paul McCartney (Dialogue Link 7)/Jet (Original from Picasso‘s Last Words)/Al Coury (Dialogue), Jet (Berlin Soundcheck – 3rd September 1993)[9]
- Im November 2010 wurde Band on the Run, zum dritten Mal remastert, von dem Musiklabel Hear Music/Concord Music Group als Teil der Paul McCartney Archive Collection veröffentlicht. Die Special Edition enthält eine Version Jet, das von dem 1974er Video One Hand Clapping stammt.[10]
- Am 2. Februar 2024 wurde das Album Band on the Run aus Anlass des 50-jährigen Jubiläums erneut veröffentlicht. Es enthält das zusätzliche Album Band on the Run (Undubbed), das Lieder des Albums in einer Rohfassung ohne Orchestrierung und weitere Overdubs beinhaltet, so auch Jet.[11]
- Jet erschien am 27. November 1978 auf dem Kompilationsalbum, Wings Greatest, am 2. November 1987 auf All the Best!, am 7. Mai 2001 auf Wingspan: Hits and History und am 10. Juni 2016 auf Pure McCartney.
- Liveversionen von Jet erschienen auf den Alben Wings over America (1976), Tripping the Live Fantastic (1990), Back in the U.S. (2002), Back in the World (2003) und Good Evening New York City (2009).
- Am 2. Dezember 2022 wurde die Singlebox The 7″ Singles Box veröffentlicht, die auch Jet enthält.
- Am 14. Juni 2024 erschien das Wings-Album One Hand Clapping, es enthält Aufnahmen aus dem August 1974, so auch Jet.